# Ekwador na Letnich Igrzyskach Olimpijskich 1984
Ekwador na Letnich Igrzyskach Olimpijskich 1984 reprezentowało 11 zawodników: 10 mężczyzn i 1 kobieta. Był to szósty start reprezentacji Ekwadoru na letnich igrzyskach olimpijskich. 

## Reprezentanci

### Jeździectwo
Kobiety
| Zawodnik         | Konkurencja              | Kwalifikacje | Kwalifikacje | Finał  | Finał   |
| Zawodnik         | Konkurencja              | Punkty       | Miejsce      | Punkty | Miejsce |
| ---------------- | ------------------------ | ------------ | ------------ | ------ | ------- |
| Brigitte Morillo | Ujeżdżenie indywidualnie | 1232         | 41.          | NQ     | NQ      |

### Judo
Mężczyźni
| Zawodnik      | Konkurencja | 1/32             | 1/16             | 1/8              | Ćwierćfinał      | Półfinał         | Finał            | Finał   |
| Zawodnik      | Konkurencja | Przeciwnik Wynik | Przeciwnik Wynik | Przeciwnik Wynik | Przeciwnik Wynik | Przeciwnik Wynik | Przeciwnik Wynik | Miejsce |
| ------------- | ----------- | ---------------- | ---------------- | ---------------- | ---------------- | ---------------- | ---------------- | ------- |
| Jimmy Arévalo | 65 kg       | NO               | NO               | NO               | NO               | NO               | NO               | 14.     |

### Lekkoatletyka
Mężczyźni
Konkurencje biegowe
| Zawodnik        | Konkurencja | Eliminacje | Eliminacje | Ćwierćfinał | Ćwierćfinał | Półfinał | Półfinał | Finał | Finał   |
| Zawodnik        | Konkurencja | Wynik      | Miejsce    | Wynik       | Miejsce     | Wynik    | Miejsce  | Wynik | Miejsce |
| --------------- | ----------- | ---------- | ---------- | ----------- | ----------- | -------- | -------- | ----- | ------- |
| Leopoldo Acosta | 800 m       | 1:54,06    | 55.        | NQ          | NQ          | NQ       | NQ       | NQ    | NQ      |
| Luis Tipán      | 5000 m      | 14:52,43   | 56.        | —           | —           | NQ       | NQ       | NQ    | NQ      |
| Luis Tipán      | 10 000 m    | 30:07,49   | 34.        | —           | —           | —        | —        | NQ    | NQ      |

Konkurencje techniczne
| Konkurencja | Zawodnik        | Eliminacje | Eliminacje | Finał    | Finał   | Pozycja |
| Konkurencja | Zawodnik        | Rezultat   | Pozycja    | Rezultat | Pozycja | Pozycja |
| ----------- | --------------- | ---------- | ---------- | -------- | ------- | ------- |
| Skok w dal  | Fidel Solórzano | 6,93       | 24.        | NQ       | NQ      | 24.     |

| Konkurencja   | Zawodnik        |          | 100 m | Skok w dal | Pchnięcie kulą | Skok wzwyż | 400 m | 110 m ppł | Rzut dyskiem | Skok o tyczce | Rzut oszczepem | 1500 m  | Wynik | Pozycja |
| ------------- | --------------- | -------- | ----- | ---------- | -------------- | ---------- | ----- | --------- | ------------ | ------------- | -------------- | ------- | ----- | ------- |
| Dziesięciobój | Fidel Solórzano | Rezultat | 11,15 | 6,99       | 10,09          | 1,94       | 49,24 | 16,22     | 33,54        | 3,10          | 48,66          | 5:07,38 | 6519  | 23.     |
| Dziesięciobój | Fidel Solórzano | Punkty   | 768   | 818        | 467            | 804        | 840   | 728       | 552          | 558           | 615            | 369     | 6519  | 23.     |

### Podnoszenie ciężarów
Mężczyźni
| Zawodnik       | Konkurencja | Rwanie | Rwanie  | Podrzut | Podrzut | Razem | Pozycja |
| Zawodnik       | Konkurencja | Wynik  | Pozycja | Wynik   | Pozycja | Razem | Pozycja |
| -------------- | ----------- | ------ | ------- | ------- | ------- | ----- | ------- |
| Héctor Hurtado | - 60 kg     | 95     | 17.     | 125     | 17.     | 220   | 16.     |

### Strzelectwo
Mężczyźni
| Zawodnik      | Konkurencja                      | Kwalifikacje | Kwalifikacje | Finał | Finał   |
| Zawodnik      | Konkurencja                      | Wynik        | Pozycja      | Wynik | Pozycja |
| ------------- | -------------------------------- | ------------ | ------------ | ----- | ------- |
| Ronald Dunn   | pistolet szybkostrzelny 25 m     | 524          | 53.          | NQ    | NQ      |
| Galo Miño     | pistolet 50 m                    | 548          | 23.          | NQ    | NQ      |
| Paúl Margraff | pistolet 50 m                    | 531          | 43.          | NQ    | NQ      |
| Hugo Romero   | karabin pneumatyczny 10 m        | 561          | 41.          | NQ    | NQ      |
| Hugo Romero   | karabin małokalibrowy leżąc 50 m | 578          | 55.          | NQ    | NQ      |

### Zapasy
Mężczyźni
| Zawodnik    | Konkurencja                | Runda 1          | Runda 2          | Runda 3          | Runda 4          | Runda 5          | Finał            | Finał            | Pozycja |
| Zawodnik    | Konkurencja                | Przeciwnik Wynik | Przeciwnik Wynik | Przeciwnik Wynik | Przeciwnik Wynik | Przeciwnik Wynik | Przeciwnik Wynik | Przeciwnik Wynik | Pozycja |
| ----------- | -------------------------- | ---------------- | ---------------- | ---------------- | ---------------- | ---------------- | ---------------- | ---------------- | ------- |
| Iván Garcés | - 52 kg w stylu wolnym     | Lou W 4-0 ST     | Liang P 1-3 PP   | NQ               | NQ               | NQ               | NQ               | NQ               | AC      |
| Iván Garcés | - 52 kg w stylu klasycznym | Halonen P 0-4 ST | Aceves P 0-4 ST  | NQ               | NQ               | —                | NQ               | NQ               | AC      |